# 日本アドシステムズ
株式会社日本アドシステムズ（にほんアドシステムズ、英: Nihon Ad Systems inc.、略称: NAS（ナス））は、アニメーション製作およびキャラクターマーチャンダイジングを主な事業とする日本のアニメプロデュース会社。株式会社ADKエモーションズの完全子会社であり、番組担当プロデューサーも同社従業員。

## 歴史
会社登記は1975年になされ、旭通信社（後のアサツー ディ・ケイ〈ADK〉）傘下において、アニメの企画や番組販売の営業のみでなく作品企画を手がける企業として、1982年より営業している。社名の“AD”には、Animation Developmentの頭文字を掛けている。
NASの活動開始から2000年までプロデューサーを務めた中核メンバーの片岡義朗によれば、かつてはNAS自身が製作において出資することはなく、作品の製作費は旭通信社が番組スポンサーより集めており、片岡自身もNASと旭通信社の2社の名刺を持ちながら2社の立場を区別することはなかったという。当初は主にフジテレビ系アニメ番組でNASの呼称が使われていた。1990年代からはテレビ東京系アニメの企画・製作・広告代理を主軸としているが、旧旭通信社と旧第一企画が合併する1998年まではASATSUのロゴが散見されていた。ABC制作テレビ朝日系日曜朝枠のアニメや日本テレビ系金曜夕方枠のアニメでも、制作クレジットはASATSUだが版権表示にNASの名を持つこともあった。
1990年代後半に日本俳優連合らの活動で声優のギャランティが上昇すると、制作費抑制を図るために従来よりアニメ作品の舞台化で取引関係のあった舞台興行会社ネルケプランニングと音響制作会社神南スタジオの2社との繋がりを持つこととなる（その背景については声優を参照のこと）。以降しばらく同社作品においては、同社に所属する舞台俳優を中心としたキャスティングが行われていた。しかし2001年に制作された『テニスの王子様』を機に日俳連系声優とネルケ系声優が共演するようになった。
2006年4月1日、長く使用してきたロゴデザインを一新した。これに伴い、従来はテレビ東京系列の番組で表示することが多かったNASの名称をUHF・衛星民放局で放送する作品などでも使い、ADKとの差別化が図られる様になりつつある。2007年夏にテレビ朝日で放送された深夜アニメ・『ZOMBIE-LOAN』より、テレビ東京以外の地上波キー局でもNAS名義で作品を放送している。
2019年1月4日、ADKの持株会社化に伴い新設されたADKエモーションズの子会社となる。なお、『最響カミズモード!』はNASが製作を手掛けているが、ノンクレジット扱いのため、製作はバンダイナムコピクチャーズが単独で務めている。

## 主な参加作品
作品詳細については個々の項目や日本アドシステムズの公式サイトを参照のこと。一部シリーズ作品以外は全て放送開始年順に列挙

### テレビシリーズ

#### 1980年代
- さすがの猿飛（1982年 - 1984年）
- らんぽう（1984年）
- チックンタックン（1984年）
- あした天気になあれ（1984年 - 1985年）
- ハイスクール!奇面組（1985年 - 1987年）
- ついでにとんちんかん（1987年 - 1988年）
- 藤子不二雄のキテレツ大百科（1987年）※テレビシリーズ化により旭通信社に移行
- 名門!第三野球部（1988年 - 1989年）
- がきデカ（1989年 - 1990年）
- ドラゴンクエスト（1989年 - 1991年）

#### 1990年代
- RPG伝説ヘポイ（1990年 - 1991年）
- ゲンジ通信あげだま（1991年 - 1992年）
- バトルファイターズ 餓狼伝説（1992年）
- 姫ちゃんのリボン（1992年 - 1993年）
- ドラゴンリーグ（1993年 - 1994年）
- 赤ずきんチャチャ（1994年 - 1995年）
- キャプテン翼J（1994年 - 1995年）
- 恐竜冒険記ジュラトリッパー（1995年）
- 愛天使伝説ウェディングピーチ（1995年 - 1996年）
- ナースエンジェルりりかSOS（1995年 - 1996年）
- 新世紀エヴァンゲリオン（1995年 - 1996年）
- 水色時代（1996年 - 1997年）
- こどものおもちゃ（1996年 - 1998年）
- ケロケロちゃいむ（1997年）
- 超魔神英雄伝ワタル（1997年 - 1998年）
- トランスフォーマーシリーズ
  - ビーストウォーズII 超生命体トランスフォーマー（1998年 - 1999年）
  - ビーストウォーズネオ 超生命体トランスフォーマー（1999年）
- 発明BOYカニパンシリーズ
  - 発明BOYカニパン（1998年 - 1999年）
  - 超発明BOYカニパン（1999年）
- 魔装機神サイバスター（1999年）
- メダロット（1999年 - 2000年）
- ビックリマン2000（1999年 - 2001年）
- キョロちゃん（1999年 - 2001年）
- HUNTER×HUNTER（1999年 - 2001年）（ノンクレジット）

#### 2000年代
2000年代前半
- トランスフォーマーシリーズ
  - トランスフォーマー カーロボット（2000年）
  - 超ロボット生命体トランスフォーマー マイクロン伝説（2003年）
  - トランスフォーマー スーパーリンク（2004年）

- 遊☆戯☆王シリーズ
  - 遊☆戯☆王デュエルモンスターズ（2000年 - 2004年）
  - 遊☆戯☆王デュエルモンスターズGX（2004年 - 2008年）

- メダロット魂（2000年 - 2001年）
- パワーパフガールズ（日本語版制作、2001年） - 第50話以降、NASとの制作ではない。
- フルーツバスケット（2001年）
- Dr.リンにきいてみて!（2001年 - 2002年）
- シャーマンキング（2001年 - 2002年）
- 電脳冒険記ウェブダイバー（2001年 - 2002年）
- テニスの王子様（2001年 - 2005年）
- フォルツァ!ひでまる（2002年）
- 爆闘宣言ダイガンダー（2002年）
- ロックマンエグゼ（2002年） - ロックマンエグゼAXESS以降ではNASは携わっていない。
- 満月をさがして（2002年 - 2003年）
- ボンバーマンジェッターズ（2002年 - 2003年）
- 真・女神転生Dチルドレン ライト&ダーク（2002年 - 2003年）
- ドラゴンドライブ（2002年 - 2003年）
- 冒険遊記プラスターワールド（2003年 - 2004年）
- 無限戦記ポトリス（2003年 - 2004年）
- ケロロ軍曹（2004年 - 2011年）
- レジェンズ 甦る竜王伝説（2004年 - 2005年）
- Get Ride! アムドライバー（2004年 - 2005年）
- 陰陽大戦記（2004年 - 2005年）
- アイシールド21（2005年 - 2008年）
- ふしぎ星の☆ふたご姫シリーズ
  - ふしぎ星の☆ふたご姫（2005年 - 2006年）
  - ふしぎ星の☆ふたご姫 Gyu!（2006年 - 2007年）

- カッパの飼い方（2005年 - 2006年）
- 銀牙伝説WEED（2005年 - 2006年）
- こてんこてんこ（2005年-2006年）

2000年代後半
- 遊☆戯☆王シリーズ
  - 遊☆戯☆王デュエルモンスターズALEX（2006年）※日本未公開
  - 遊☆戯☆王5D's（2008年 - 2011年）

- 妖怪人間ベム（2006年）
- 人造昆虫カブトボーグ V×V（2006年）
- 鋼鉄三国志（2007年）
- かみちゃまかりん（2007年）
- ZOMBIE-LOAN（2007年）
- ドラゴノーツ -ザ・レゾナンス-（2007年）
- ヴァンパイア騎士（2008年）
- 夏目友人帳シリーズ
  - 夏目友人帳（2008年）
  - 続 夏目友人帳（2009年）

- 毎日かあさん（2009年 - 2012年）
- クッキンアイドル アイ!マイ!まいん!（2009年 - 2013年）

#### 2010年代
2010年代前半
- プリティーリズムシリーズ（2011年-2014年）
  - プリティーリズム・オーロラドリーム（2011年 - 2012年）
  - プリティーリズム・ディアマイフューチャー（2012年 - 2013年）
  - プリティーリズム・レインボーライブ（2013年 - 2014年）
  - プリティーリズム・オールスターセレクション（2014年）

- 遊☆戯☆王シリーズ
  - 遊☆戯☆王ZEXAL（2011年 - 2012年）
  - 遊☆戯☆王ZEXAL II（2012年 - 2014年）
  - 遊☆戯☆王ARC-V（2014年 - 2017年）

- 夏目友人帳シリーズ
  - 夏目友人帳 参（2011年）
  - 夏目友人帳 肆（2012年）

- 君と僕。（2011年）
- 新テニスの王子様（2012年）
- 黒子のバスケ（2012年）
- 戦国コレクション（2012年）
- 銀河へキックオフ!!（2012年）
- 超訳百人一首 うた恋い。（2012年）
- となりの怪物くん（2012年）
- 幻影ヲ駆ケル太陽（2013年）
- プリパラ シリーズ（2014年 - 2018年）
  - プリパラ（2014年 - 2017年）
  - アイドルタイムプリパラ（2017年 - 2018年）

- 幕末Rock（2014年）
- アカメが斬る!（2014年）
- オレカバトル&ドラゴンコレクション（2014年 - 2015年）
- 繰繰れ! コックリさん（2014年）

2010年代後半
- 戦国無双（2015年）
- バトルスピリッツ 烈火魂（2015年 - 2016年）
- 血界戦線（2015年）
- 六花の勇者（2015年）
- かみさまみならい ヒミツのここたま（2015年）
- ハッカドール THE あにめ〜しょん（2015年）
- Dance with Devils（2015年）
- チア男子!!（2016年）
- バトルスピリッツ ダブルドライブ（2016年 - 2017年）
- 双星の陰陽師（2016年 - 2017年）
- 装神少女まとい（2016年）
- 夏目友人帳 伍（2016年）
- ナンバカ（2016年）
- ACCA13区監察課（2017年）
- 覆面系ノイズ（2017年）
- 夏目友人帳 陸（2017年）
- 遊☆戯☆王VRAINS（2017年 - 2019年）
- アホガール（2017年）
- 徒然チルドレン（2017年）
- 俺たちゃ妖怪人間（2017年）
- 学園ベビーシッターズ（2018年）
- キラッとプリ☆チャン（2018年 - 2021年）
- 火ノ丸相撲（2018年）
- 手品先輩（2019年）
- KING OF PRISM -Shiny Seven Stars-（2019年）
- ソウナンですか?（2019年）
- 真・中華一番!（2019年）

#### 2020年代
2020年代前半
- 虚構推理（2020年）
- 最響カミズモード!（2020年）（ノンクレジット）
- ワッチャプリマジ!（2021年 - 2022年）
- 虚構推理 Season2（2023年）
- ひみつのアイプリ（2024年）
- 夏目友人帳 漆

2020年代後半

### 劇場アニメ
- こちら葛飾区亀有公園前派出所シリーズ
  - こちら葛飾区亀有公園前派出所 THE MOVIE（1999年）
  - こちら葛飾区亀有公園前派出所 THE MOVIE2 UFO襲来! トルネード大作戦!!（2003年）
- 遊☆戯☆王シリーズ
  - 遊☆戯☆王デュエルモンスターズ 光のピラミッド（2004年）
  - 10thアニバーサリー 劇場版 遊☆戯☆王 〜超融合!時空を越えた絆〜（2010年）
  - 遊☆戯☆王　THE DARK SIDE OF DIMENSIONS（2016年）
- ケロロ軍曹シリーズ
  - 超劇場版ケロロ軍曹（2006年）
  - 超劇場版ケロロ軍曹2 深海のプリンセスであります!/ちびケロ ケロボールの秘密!?（2007年）
  - 超劇場版ケロロ軍曹3 ケロロ対ケロロ天空大決戦であります!/武者ケロ お披露目!戦国ラン星（スター）大バトル!!（2008年）
  - 超劇場版ケロロ軍曹 撃侵ドラゴンウォリアーズであります!/ケロ0 出発だよ! 全員集合!!（2009年）
  - 超劇場版ケロロ軍曹 誕生!究極ケロロ 奇跡の時空島であります!!（2010年）
- ピアノの森（2007年）
- KING OF PRISM シリーズ
  - KING OF PRISM -Shiny Seven Stars-
  - KING OF PRISM ALL STARS -プリズムショー☆ベストテン-
  - KING OF PRISM -Dramatic PRISM.1-
  - KING OF PRISM-Your Endless Call-み〜んなきらめけ!プリズム☆ツアーズ
- 若おかみは小学生!（2018年）

### Webアニメ
- ペンギン娘♥はぁと（2008年）
- 7SEEDS（2019年）
- ケンガンアシュラ（2019年）

### 漫画作品
- ドラゴノーツ -THE RESONANCE-（原案）木下聡志が作画担当

## 関連人物
- 麻生一宏 - 「黒子のバスケ」・「戦国無双」・「毎日かあさん」・「Yes!プリキュア5」・「ケロロ軍曹」他（プロデューサー）、「夏目友人帳 伍・陸」・「アホガール」・「徒然チルドレン」・「学園ベビーシッターズ」他（企画）
- 石黒達也 - 「アホガール」・「徒然チルドレン」・「学園ベビーシッターズ」・「ケンガンアシュラ」・「虚構推理」他（プロデューサー）
- 実松照晃 - 「遊☆戯☆王シリーズ」・「仮面ライダーシリーズ」（代理店担当）、「ケロロ軍曹」・「真・中華一番!」他（プロデューサー）
- 高橋知子 - 「ZOMBIE-LOAN」・「ふしぎ星の☆ふたご姫 Gyu!」・「ヴァンパイア騎士」・「銀河へキックオフ!!」・「幕末Rock」・「食の軍師」・「ヘボット!」・「ナンバカ」・「かみさまみならい ヒミツのここたま」他（プロデューサー）、「プリキュアシリーズ」（企画）、「手品先輩」・「ソウナンですか?」（製作）
- 鶴崎りか - 「クレヨンしんちゃん」・「プリキュアシリーズ」・「ピアノの森」・「妖怪人間ベム」他（プロデューサー）
- 平山亜希子 - 「遊☆戯☆王ARC-V」・「チア男子!!」他（プロデューサー）
- 古谷大輔 - 「新テニスの王子様」・「仮面ライダーシリーズ」・「血界戦線」・「遊☆戯☆王ZEXAL」他（プロデューサー）
- 矢﨑史 - 「夏目友人帳」・「Dance with Devils」・「キラキラ☆プリキュアアラモード」・「HUGっと!プリキュア」他（プロデューサー）
- 矢島佳奈 - 「アイドルタイムプリパラ」・「覆面系ノイズ」他（プロデューサー）
- 丸山裕之 - 「ぼくたちは勉強ができない」（企画）、「炎炎ノ消防隊」（製作）
- 柴田邦彦 - 「手品先輩」・「ソウナンですか?」・「劇場版 仮面ライダージオウ Over Quartzer」（企画）
- 青木真美子（元ディーライツ） - 「爆転シュート ベイブレード」、「メタルファイト ベイブレード」他（プロデューサー）、「ベイブレード バースト」（チーフプロデューサー）
- 古瀬和也（元ディーライツ） - 「クロスファイトビーダマン」、「ビーストサーガ」他（アソシエイトプロデューサー）

### かつて在籍していた人物
- 松下洋子 - 2015年から2019年までエイケン常務取締役。（NASに移籍するまではキティフィルムに在籍していた）「こちら葛飾区亀有公園前派出所」（プロデューサー・企画）・「アイシールド21」（企画）・「テニスの王子様」（プロデューサー・企画）・「人造昆虫カブトボーグ V×V」（エグゼクティブプロデューサー）・「パワーパフガールズ」（プロデューサー）他
- 山崎立士 - 「ドラえもん」（総合プロデューサー）「人造昆虫カブトボーグV×V」（エグゼクティブプロデューサー）・「キテレツ大百科」（プロデューサー）・「こちら葛飾区亀有公園前派出所」（プロデューサー補）他
- 杉山豊 - 現在はぎゃろっぷ所属
- 笹田直樹 - 現在は電通所属
- 成毛克憲 - ソニー・ピクチャーズエンタテインメントからNASを経て、現在はアニマックスブロードキャスト・ジャパン所属
- 片岡義朗 - 後にマーベラスエンターテイメント、ドワンゴに所属し、現在はコントラ代表取締役社長
- 萬代知 - 現在は博報堂DYメディアパートナーズ所属
- 三宅将典 - 現在はアニプレックスおよび同社関連会社のA-1 Pictures、CloverWorks所属
- 波多野淳一 - 「遊☆戯☆王ARC-V」・「ハピネスチャージプリキュア!」・「かみさまみならい ヒミツのここたま」他（プロデューサー・企画）
- 三浦直樹 - 「新テニスの王子様」・「プリティーシリーズ」・「プリパラ」他（プロデューサー）

## 関連会社
- スーパー・ビジョン - グループ会社。主なNAS作品をDVDソフト化している。販売は別会社が担当。
- テンユウ（TENYUU） - 子会社。オリジナル作品や持ち込み企画の、企画・策定を行い制作委員会を立ち上げて各社間調整を行う事を主業務としている。